# Call of Duty: Black Ops – Zombies
Call of Duty: Black Ops – Zombies је пуцачина из првог лица која представља наставак игре Call of Duty: Zombies. Развијач је Ideaworks Game Studio а издавач Activision. Игра је доступна за мобилне платформе: iOS и Android. У продају је изашла у неколико држава 1. децембра 2011. године.

## Преглед
Игра омогућава кооперативни мултиплејер за два до четири играча, гласовно ћаскање између играча, чучење и лежање. Прва мапа која је изашла била је Kino Der Toten. Dead Ops Arcade је такође потпуно преточен на iOS платорму, са 50 нивоа и играчу је омогућено да изабере и игра као један од четири карактера из верзије за конзоле (Танк Демпси, Николај Белински, Такео Масаки и др Едвард Ричтофен) или као један од четири насумична лика из Dead Ops Arcade.
Kino Der Toten доста личи на своје верзије за конзоле/рачунаре са изузетком централног степеништа које је промењено у две суседне платформе које иду супротним правцима и које се састају горе. Сва врата, погодности и оружја коштају исти број поена као на конзолама и рачунарима.
Ascension је такође доста сличан оригиналу с повратком свемирских мајмуна, погодности и оружја.